# Ba Mamadu Mubari
Ba Mamadu Mubari (ar. با مامادو إمباري, fr. Bâ Mamadou dit M’Baré, ur. w 1946 w Waly Diantang, zm. 10 stycznia 2013 w Paryżu) – mauretański polityk, przewodniczący Senatu w latach 2007–2013, pełniący obowiązki prezydenta Mauretanii od 15 kwietnia do 5 sierpnia 2009.

## Życiorys
Ba Mamadu Mubari urodził się w Waly Diantang, miejscowości w regionie Kurkul w południowo-zachodniej Mauretanii, przy granicy z Senegalem. Po ukończeniu szkoły podstawowej i średniej w kraju, wyjechał na studia do ZSRR. W latach 1967–1973 studiował medycynę weterynaryjną na Ukraińskiej Akademii Nauk Rolniczych w Kijowie.
Po powrocie do Mauretanii został pracownikiem naukowym w Laboratorium Rybołówstwa w Nawazibu (1974–1975). W latach 1976–1978 był szefem departamentu oceanografii i biologii morskiej w tej jednostce. W latach 1978–1980 zajmował stanowisko dyrektora Narodowego Centrum Oceanografii i Badań Rybołówstwa.
W latach 1980–1981 Mubari pełnił funkcję doradcy technicznego w ministerstwie rybołówstwa i gospodarki morskiej. W latach 1986–2002 zajmował stanowisko burmistrza gminy Wali na południu kraju. W tym czasie pracował również w ministerstwie rybołówstwa i gospodarki morskiej. W latach 2002–2003 był dyrektorem generalnym autonomicznego portu w Nawazibu. Od 13 listopada 2003 do zamachu stanu w sierpniu 2005 roku zajmował stanowisko ministra rybołówstwa i gospodarki morskiej w czasie rządów prezydenta Taji.
W wyborach w styczniu i lutym 2007 roku dostał się do Senatu jako reprezentant regionu Maghama. 26 kwietnia 2007 został wybrany przewodniczącym Senatu. W głosowaniu uzyskał poparcie 41 senatorów wobec 11 głosów przeciwnych jego kandydaturze.

## Prezydentura
15 kwietnia 2009 Ba Mamadu Mubari przejął pełnienie obowiązków prezydenta Mauretanii po tym, jak przewodniczący Rady Państwa Muhammad uld Abd al-Aziz zrezygnował z urzędu, by wziąć udział w wyborach prezydenckich w czerwcu 2009 roku. Mubari został zaprzysiężony przez sekretarza Rady Konstytucyjnej. Sprawował urząd do 5 sierpnia 2009, kiedy nowym prezydentem kraju został Muhammad uld Abd al-Aziz, który wygrał lipcowe wybory prezydenckie.